# Лал, Брадж Баси
Брадж Ба́си Лал (хинди ब्रज बासी लाल, англ. Braj Basi Lal; 2 мая 1921, Джханси, Британская Индия — 10 сентября 2022[…], Нью-Дели) — индийский археолог, специалист по первобытной археологии Индийского субконтинента. Лауреат государственной награды за заслуги перед Индией «Падма Бхушан» (2000).

## Биография
В 1940-х годах он обучался проведению археологических раскопок у археолога-ветерана Уилера в таких местах, как Таксила и Хараппа. Вместе с Мортимером Уилером и другими археологами занимался раскопками памятников Индской цивилизации. Успешная археологическая карьера Б. Б. Лала продолжалась более полувека. В 1947 году, незадолго перед тем, как оставить пост генерального директора Археологического управления Индии, Уилер выбрал Б. Б. Лала среди своих многочисленных учеников и поручил ему раскопки Шишупалгарха в Ориссе.
Известные британские археологи Стюарт Пигготт и Д. Х. Гордон, в своём обзоре классических трудов Б. Б. Лала «Copper Hoards of the Gangetic basin» (1954) и «Hastinapura excavation report» (1957), описали их как образцовые исследовательские работы и отсчёты о раскопках. В последующие годы Б. Б. Лал занимался раскопками места эпохи мезолита в Бирханпуре, Западная Бенгалия; Гилунда и хараппского Калибангана (оба в Раджастхане), мест, связанных с «Рамаяной» в Айодхье, Бхарадваджа-ашрама, Читракуты и Шрингаверапура в Уттар-Прадеш.
В период с 1968 по 1972 год занимал пост генерального директора Археологического управления Индии. Б. Б. Лал также был президентом Всемирного археологического конгресса и работал для научных комитетов ЮНЕСКО. Его позднейшие работы подвергаются критике как исторический ревизионизм.
За свои научные достижения Б. Б. Лал был удостоен нескольких премий и наград как в Индии, так и за рубежом. В 2000 году, президент Индии наградил Б. Б. Лала престижным государственным орденом «Падма Бхушан».
Проживал в Дели. Скончался 10 сентября 2022 года на 102-м году жизни.

## Избранные работы
- The Earliest Civilization of South Asia (1997)
- India 1947—1997: New Light on the Indus Civilization (1998)
- Lal, B.B. Frontiers of the Indus Civilization (1984)
- Lal, B.B. 2005. The Homeland of the Aryans. Evidence of Rigvedic Flora and Fauna & Archaeology, New Delhi, Aryan Books International.
- Lal, B.B. 2002. The Saraswati Flows on: the Continuity of Indian Culture. New Delhi: Aryan Books International